# Greenfield, Illinois
Greenfield är en ort i Greene County i Illinois. Vid 2010 års folkräkning hade Greenfield 1 071 invånare.